# Paysite
Un paysite o pay site (en anglès lloc de pagament) a la indústria de l'entreteniment per adults, és un lloc web que cobra diners per convertir-se'n en membre i veure'n el contingut, sovint produeix contingut original per a adults. Es poden contrastar amb els "free sites" (llocs gratuïts), que no cobren quota de membre.
La majoria de llocs de pagament ofereixen "tours gratuïts" que permeten als no membres veure un nombre limitat de tràilers curts. La gran majoria de membres de paysites són pagats per homes. Alguns dels primers llocs de pagament van començar escanejant imatges de revistes pornogràfiques. El nombre de llocs va créixer fins que el mercat es va saturar, i ara molts milers de llocs s'ocupen de tots els nínxols pornogràfics legals.
Com que hi ha porno gratis disponible a Internet (per exemple, en forma de Thumbnail gallery post (TGP) i llocs de streaming video, així com pirateria), i algunes persones no poden permetre's o no volen pagar la quota de paysites o donar la seva informació personal i targeta de crèdit a aquests llocs, alguns consumidors de pornografia només veuen pornografia gratuïta. Tanmateix, els llocs de pagament són sovint un dels principals creadors de contingut nou; són una de les maneres en què un administrador pot pagar els costos de l'ample de banda i són una de les maneres més destacades del sector per intentar obtenir beneficis. Teòricament, com més ingressos tingui un lloc, més contingut de qualitat pot produir.
Els mètodes de pagament inclouen targeta de crèdit o facturació al compte corrent. Les factures apareixen habitualment als extractes com a transaccions amb el nom d'una entitat de facturació amb un nom d'empresa que soni neutral (aparentment per raons discrecionals) i és possible que no es reconeguin fàcilment com a transaccions de facturació al paysite després de la lectura casual dels extractes bancaris.
La majoria dels llocs de pagament impedeixen l'accés no autoritzat a la seva àrea de membres mitjançant un nom d'usuari i una contrasenya.
Un problema que tenen els paysites és la protecció del copyright, fins i tot amb llocs ben assegurats: hi ha casos d'anomenats "site rips", és a dir, els llocs són piratejats, o bé contingut redistribuït de subscriptors des d'una àrea de membres sense autorització; Per tant, hi ha hagut albiraments de contingut original en altres llocs TGP o arxius d'extracció de llocs sencers a xarxes d'intercanvi de fitxers. Alguns llocs venen fragments de paysites. Els administradors poden intentar contrarestar aquests problemes utilitzant tecnologies de gestió de drets digitals.
Com que els membres han de confirmar alguns detalls de la seva identitat quan fan el pagament, un avantatge promocionat dels llocs de pagament és el potencial d'impedir que els menors vegin el seu contingut, que, en diverses jurisdiccions, inclosos els Estats Units, és il·legal. La qüestió de com protegir aquestes audiències d'Internet de la material pornogràfic considerat perjudicial per a ells ha estat àmpliament debatuda als EUA a la llum de la Child Online Protection Act federal de 1998, tot i que els llocs web allotjats als Estats Units estan obligats per llei a publicar informació de contacte per la custòdia dels registres.
Molts paysites atrauen clients potencials que paguen proporcionant una part del seu contingut de manera gratuïta mitjançant Free hosted gallery (FHGs), i utilitzen un programa d'afiliació per generar trànsit nou cap a aquests FHG. El percentatge de visitants únics dels FHG que esdevenen membres pagadors es coneix com a ràtio de conversió.
Amb tants llocs de pagament i tanta pornografia gratuïta disponibles, els preus de molts llocs de pagament han baixat en els últims anys per augmentar les subscripcions. Això ha vist augmentar els llocs de descomptes que ofereixen ser membre amb preu reduït a una varietat de paysites. Els llocs de pagament també han augmentat la qualitat del seu contingut per atraure membres, i molts ofereixen ara vídeos de 4K als seus membres.